# Stanislav Stanislavovich Bunin
Stanislav Stanislavovich Bunin (tiếng Nga: Станислав Станиславович Бунин; sinh 25 tháng 9 năm 1966) là nghệ sĩ dương cầm cổ điển người Nga. Bunin sinh ra trong một gia đình giàu truyền thống và đầy danh vọng, khi ông nội anh là nghệ sĩ dương cầm huyền thoại Heinrich Neuhaus, trong khi bố anh cũng là nghệ sĩ dương cầm nổi tiếng Stanislav Neuhaus. Gia đình Neuhaus được coi là một trong những người khai sinh ra âm nhạc cổ điển Liên Xô. Ông ngoại anh là Karol Szymanowski, nghệ sĩ dương cầm quan trọng nhất của Ba Lan thế kỷ 20.
Bunin theo học piano từ năm 7 tuổi và sớm vào Trường âm nhạc Tschaikovsky ở Moskva. Năm 1983, anh giành giải nhất Cuộc thi piano quốc tế Marguerite Long-Jacques Thibaud ở Paris. Chỉ 2 năm sau, anh giành giải nhất Cuộc thi piano quốc tế Frédéric Chopin khi mới 19 tuổi. Năm 1988, Bunin rời Liên Xô và chủ yếu sinh sống và lập gia đình tại Nhật Bản. Trong khoảng từ 1986 tới 1996, anh trình diễn khoảng 300 buổi hòa nhạc tại hơn 100 thành phố của Nhật Bản. Anh giảng dạy 6 năm tại Nhạc viện Senzoku Gakuen, thành phố Kawasaki, từ năm 1991 tới năm 1997.
Kể từ năm 1999, Bunin quay lại châu Âu và trình diễn tại nhiều thành phố của Anh, Áo, Pháp, Thụy Sĩ, Hà Lan, Thụy Điển, và cả Mỹ. Anh cũng tham gia cộng tác cùng nhiều Dàn nhạc giao hưởng danh tiếng của châu Âu. Tháng 12 năm 1999, Bunin nhận giải thưởng Viotti d'Oro từ Nhạc viện quốc gia Ý. Năm 2012, sau khi có thêm quốc tịch Đức, anh quay trở về định cư tại Nhật Bản.
Bunin chơi các tác phẩm của nhiều nhà soạn nhạc cổ điển, nhưng chủ yếu vẫn là Frédéric Chopin. Năm 2007, anh cộng tác sáng tác nhạc nền cho trò chơi điện tử Eternal Sonata.